# 梅利托-迪波托萨尔沃
梅利托-迪波托萨尔沃（義大利語：Melito di Porto Salvo），是意大利雷焦卡拉布里亞廣域市的一个市镇。总面积35平方公里，人口11441人，人口密度326.9人/平方公里（2009年）。ISTAT代码为080050。